# پژمان (مجموعه تلویزیونی)
پژمان یک مجموعهٔ تلویزیونی ایرانی به کارگردانی سروش صحت، تهیه‌کنندگی محسن چگینی و نویسندگی پیمان قاسم‌خانی، مهراب قاسم‌خانی، سروش صحت و ایمان صفایی است. ساخت این مجموعه از سال ۱۳۹۱ آغاز شد و از ۶ مهر ۱۳۹۲ تا ۱۲ آبان ۱۳۹۲ از شبکه ۳ پخش شد.

## داستان سریال
در این مجموعه تلویزیونی، پژمان جمشیدی، از بازیکنان سابق تیم ملی فوتبال ایران، نقش خودش یعنی ستاره پیشین پرسپولیس را بازی می‌کند. او نقش فوتبالیستی را دارد که برای چهارمین فصل پی‌درپی با وجود تلاش بسیار، موفق نشده است که تیمی را برای خود پیدا کند. پژمان با این وجود، همچنان در حال و هوای شهرت به سر می‌برد. او به همراه مدیر برنامه‌اش به دنبال تیم می‌گردد و در این مسیر اتفاقات جالبی برای او و مدیر برنامه‌اش رخ می‌دهد.

## فصل دوم
گفته می‌شد که قرار است سری دوم این مجموعه تلویزیونی به صورت فیلم سینمایی و با بیشتر عوامل قدیمی ساخته شود.
در نهایت به جای ساخت یک مجموعه تلویزیونی یک دنباله سینمایی به نام خوب، بد، جلف برای آن ساخته شد.

## بازیگران
| بازیگر              | نقش            | توضیحات                                   |
| ------------------- | -------------- | ----------------------------------------- |
| پژمان جمشیدی        | پژمان جمشیدی   | بازیکن فوتبال                             |
| سام درخشانی         | وحید           | مدیر برنامه (دوست پژمان)                  |
| بهاره رهنما         | پریسا جمشیدی   | خواهر پژمان                               |
| بیژن بنفشه‌خواه      | بهرام ناصحی    | همسر پریسا، برادر بنفشه، شوهر خواهر پژمان |
| هوشنگ حریرچیان      | منوچهر جمشیدی  | پدر پژمان                                 |
| شقایق دهقان         | بنفشه ناصحی    | خواهر بهرام                               |
| ویدا جوان           | هدیه           | نامزد پژمان                               |
| اردشیر کاظمی        | اردشیر جمشیدی  | پدر منوچهر، پدربزرگ پژمان و پریسا         |
| اصغر حیدری          | آقای دربندی    | کارمند آژانس هواپیمایی                    |
| رضا کریمی           | مهندس شاهین    | مردی در بورس                              |
| محمدعلی تقوی        | سعید نعیمی     | مدیرعامل تیم                              |
| آرشام طالبی         | سینا           | پسر بهرام و پریسا                         |
| محمد پارسا قره‌خانلو | سامان          | پسر بهرام و پریسا                         |
| حمید درخشان         | حمید درخشان    | مربی فوتبال                               |
| بهروز رهبری‌فر       | بهروز رهبری‌فر  | بازیکن فوتبال                             |
| علی موسوی           | علی موسوی      | بازیکن فوتبال                             |
| محمد محمدی          | محمد محمدی     | بازیکن فوتبال                             |
| آرش برهانی          | آرش برهانی     | بازیکن فوتبال                             |
| حسین ماهینی         | حسین ماهینی    | بازیکن فوتبال                             |
| خسرو حیدری          | خسرو حیدری     | بازیکن فوتبال                             |
| غلامحسین لطفی       | فشاپوری        | صاحب تیم                                  |
| حسین سلیمانی        |                | پسر فشاپوری                               |
| پروین میکده         |                | مورد خواستگاری اردشیر                     |
| امیرحسین قاسمی      | امیرعلی        | صاحبخانه پژمان                            |
| امیرحسین رستمی      | امیرحسین رستمی | بازیگر                                    |
| علی اوجی            | علی اوجی       | بازیگر                                    |
| هومن برق‌نورد        | هومن برق‌نورد   | بازیگر سریال دودکش                        |
| رامبد جوان          | رامبد جوان     | بازیگر                                    |
| فرهاد آئیش          | فرهاد آئیش     | بازیگر                                    |
| بهنام تشکر          | بهنام تشکر     | نیما افشار شخصیت مجموعه ساختمان پزشکان    |
| اشکان خطیبی         | اشکان خطیبی    | بازیگر                                    |
| گلاره دربندی        | گلاره          | کارمند آژانس هوایپمایی                    |
| پیمان قاسم‌خانی      | پرهام          | برادر پژمان                               |
| حسن نوری            |                | دزد                                       |

## افتخارات

### چهاردهمین دوره جشن حافظ
| قسمت                             | نامزد                                                    | نتیجه    |
| -------------------------------- | -------------------------------------------------------- | -------- |
| بهترین مجموعه تلویزیونی          | محسن چگینی                                               | نامزدشده |
| بهترین کارگردانی تلویزیونی       | سروش صحت                                                 | نامزدشده |
| بهترین فیلمنامه تلویزیونی        | پیمان قاسم‌خانی و مهراب قاسم‌خانی و سروش صحت و ایمان صفایی | نامزدشده |
| بهترین بازیگر مرد کمدی تلویزیونی | پژمان جمشیدی                                             | نامزدشده |